# School of Visual Arts
 (janvier 2023).

La School of Visual Arts ou École d'arts visuels de New York est une école d'art de New York, située dans le borough de Manhattan. Elle fait partie des établissements les plus prisés en matière d'art et de dessin. Elle fut fondée par le célèbre dessinateur américain Burne Hogarth et par Silas Rhodes sous le nom de Cartoonists and Illustrators School (École d'illustrateurs et de dessinateurs de cartoons) en 1947. Parmi ses élèves les plus illustres, on trouve Jessica Abel, auteur de La Perdida, le dessinateur et réalisateur Bill Plympton, ou encore l'acteur Jared Leto. L'établissement permet ainsi à ses étudiants d'étudier le dessin, le graphisme, ainsi que le cinéma.

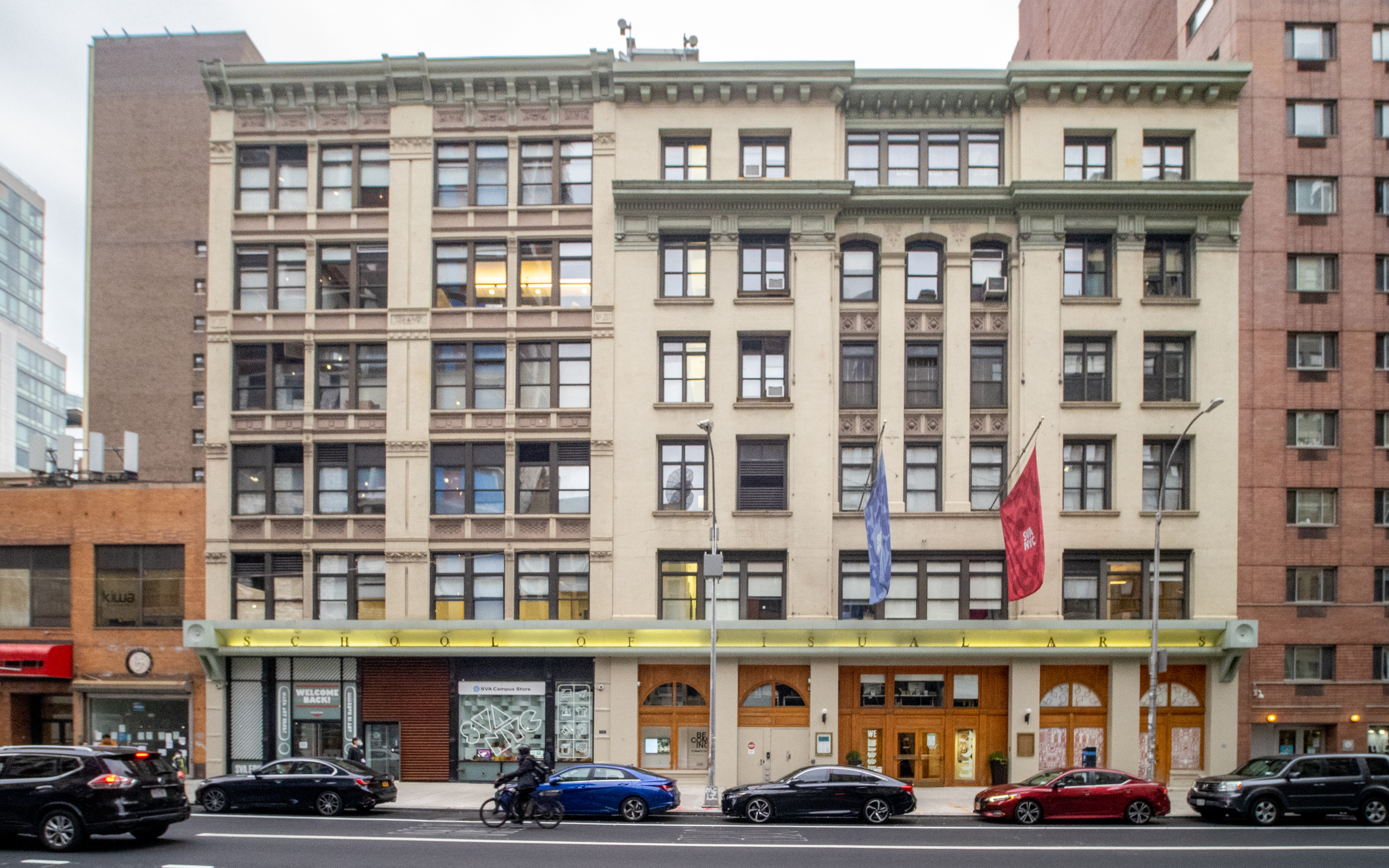
L'immeuble de l'école à New York en 2021.

## Anciens élèves ou enseignants

### Élèves
- Jessica Abel
- Alvin Baltrop
- Audrey Brohy
- Bill Gallo
- Michael Giacchino
- Keith Haring
- Kaz
- Justine Kurland
- James Jean
- Jared Leto
- Namsa Leuba
- Joseph Nechvatal
- Thenjiwe Nkosi
- Bill Plympton
- Joe Quesada
- Dash Shaw
- Bryan Singer
- Rebecca Sugar
- Gerard Way
- Fran Winant
- Vivienne Medrano

### Enseignants
- Matt Madden
- Elizabeth Murray, enseignante de 1978 à 1980, peintre et sculptrice ayant révolutionné et remodelé l’abstraction moderniste
- Maro Chermayeff